# Базарна площа (Добропілля)
Базарна площа — зникла площа в місті Добропілля.

## Історія
В середині 20-х років в селищі шахти Робітничо-Селянської Армії була площа яка носила назву Базарна. На площі знаходилася лікарня з поліклінікою котрі знаходились в кількох двоповерхових будинках. Там же, на базарній площі, знаходився великий ринок, куди у вихідні дні з селища шахти № 1-2 «Добропілля» діставались попутним гужовим транспортом, чи пішки.
У 1941 році на базарній площі складали присягу призовники добропільці які відправлялися на Радянсько-німецьку війну.
Під час визволення селища РСЧА у 1943 році 9-ю окремою гвардійською танковою бригадою, на площі під час виконання бойового завдання загинув технік-лейтенант П. О. Гордієнко.
Ось як описано цю подію в краєзнавчому збірнику «Історія селища Святогорівка»: У лютому 1943 в районі селища Червоноармійського йшли наступальні бої, в складі радянських військ був житель села Святогорівка П. А. Гордієнко. Через односельчан він дізнався що німці виставили жителів шахтарського селища живим заслоном і наказали йти в сторону позицій червоноармійців. Тоді Гордієнко звернувся до командування і попросився йти в бій сказавши: «Не можу дивитися спокійно, коли в біді земляки».
Наближаючись до площі, відкривши люк він крикнув «лягайте» і відкрив вогонь з кулеметів по ворогу. У відповідь по танку одна за одною вдарили міномети. Потрібно було відступати. Але подивившись як навколо горять житлові будинки, навколо лежать поранені й убиті люди, до матері рукою подати, танк рвонув вперед.
Танк вирвався на Базарну площу, його обсипали ударами, але Павло танк повів на вороже кубло. Він тиснув гусеницями, розстріляв із кулемета й знищив дві гарматні обслуги. Бій на площі тривав до тих пір, поки не загинув Гордієнко в палаючому танку, підбитий ворогами.
Під час радянсько-німецької війни будови які перебували біля площі значно постраждали і після війни не відновлювалися. Руїни були знесені. У 1963 році в східній частині площі була збудована Загальноосвітня школа № 3. У 1966 році в західній частині площі було споруджено пам'ятник солдатам що звільняли селище шахти «Алмазної», був посаджений сквер. У центральній частині було влаштовано футбольне поле з піщаним покриттям.

## Розташування
Площа знаходилась в найстарішому районі міста Добропілля селище шахти «Алмазної» який з'явився в середині 19 століття. З півночі кордоном площі була нинішня вулиця Павла Гордієнка, а з півдня Добролюбова.